# جیمز سیتی (کارولینای شمالی)
جیمز سیتی (به انگلیسی: James City) شهری در ایالت کارولینای شمالی کشور ایالات متحده آمریکا است که جمعیت آن در سرشماری سال ۲۰۱۰ میلادی، ۵٬۸۹۹ نفر بوده‌است.